# Krylbo IF
Krylbo IF är en idrottsförening från Krylbo i Avesta kommun, Dalarna. Föreningen bildades 1908 och de första åren var friidrott den idrott man var framgångsrikast i. Bl.a. började Henry Eriksson – guldmedaljör på 1500 meter vid OS i London 1948 – sin karriär i Krylbo.
Efter Andra världskrigets slut togs ishockey upp på programmet och blev den dominerande verksamheten i föreningen. 1946–1951 spelade man i Division II och nådde som bäst tredje plats (1948 och 1950). Ledarbrist och ekonomin gjorde dock att ishockeyn lades ner 1971.
Fotbollen har funnits med under större delen av förenings historia och är idag det enda som finns kvar. Största framgången var spel i division 3 åren 1969–1971 samt återigen i mitten av 1970-talet och ett decennium framåt. 1970–1980 hade föreningen även ett damlag.